# كماس إنغلماني
كماس إنغلماني (الاسم العلمي:Camassia engelmannii) هو نوع غير مؤكد من النباتات يتبع جنس الكماس من الفصيلة الهليونية.